# 가루가하마역
가루가하마역(일본어: かるが浜駅)은 일본 히로시마현 구레시에 위치한 서일본 여객철도 구레선의 철도역이다. 섬식 승강장 1면 2선의 구조를 갖춘 지상역이다.

## 타는 곳
| 1 | ■ 구레 선 | 상행 | 구레 · 다케하라 방면       |              |
| 1 | ■ 구레 선 | 하행 | 가이타이치 · 히로시마 방면 |              |
| 2 | ■ 구레 선 | 상행 | 구레 · 다케하라 방면       | 대피 시만    |
| 2 | ■ 구레 선 | 하행 | 가이타이치 · 히로시마 방면 | 열차 교환 시 |

## 이용 현황
| 연도     | 1일 평균 | 연도     | 1일 평균 |
| 1999년도 | 164      | 2007년도 | 290      |
| 2000년도 | 179      | 2008년도 | 272      |
| 2001년도 | 180      | 2009년도 | 278      |
| 2002년도 | 211      | 2010년도 | 284      |
| 2003년도 | 209      | 2011년도 | 299      |
| 2004년도 | 236      | 2012년도 | 294      |
| 2005년도 | 258      | 2013년도 | 299      |
| 2006년도 | 278      |          |          |
| -------- | -------- | -------- | -------- |

## 역 주변
- 국도 제31호선
- 가루가 해수욕장

## 인접 역
| 서일본 여객철도 구레선 | 서일본 여객철도 구레선 | 서일본 여객철도 구레선          |
| ---------------------- | ---------------------- | ------------------------------- |
| 요시우라 미하라 방면   | ■ 구레 선              | 덴노 가이타이치 · 히로시마 방면 |